# Mayfield (miasto w stanie Nowy Jork)
Mayfield – miasto w Stanach Zjednoczonych, w stanie Nowy Jork, w hrabstwie Fulton.